# Verner Åkerman
Bror Morgan Verner Åkerman, född 1 januari 1854 i Göteborg, död 6 februari 1903 i Väversunda, Östergötlands län, var en svensk skulptör och  tecknare. 

## Biografi
Han var son till lantbrukaren Richard Helmich och Hilda Hellberg och gift i början av 1890-talet med Arvid Lundquists dotter Jensina. Åkerman studerade för Wilhelm Billqvist vid Slöjdföreningens skola i Göteborg och för Carl August Söderman i Stockholm samt vid Konstakademin 1883-1887. Under sin tid vid akademin hyrde han ett rum på akademin som var något större än en garderob som han med sin humor animerat i en folkvisesång. Garderoben blev en uppskattad samlingsplats för dåtidens akademielever enligt vännen Gottfrid Kallstenius efterlämnade anteckningar.  
Åkerman tilldelades akademiens kungliga medalj för gipsstatyn Längtan 1887 och fick därefter ett resestipendium som han utnyttjade för en vistelse i Paris under något tiotal år. Han hade ateljé i en stor kasernbyggnad på Avenue d’Orléans där även många andra konstnärer vistades. Vintern 1890-91 besökte han Florens, Rom och Neapel i en kombinerad studie- och arbetsresa. Åter i Paris gifte han sig 1892 med Jensina Wilhelmina Lundquist som var dotter till konstnären Arvid och syster till konstnären Wilhelm Gernandt. Paret hann dock bara vara gifta i tre månader då hon plötsligt avled i augusti 1892.
I slutet av 1890-talet återvände Åkerman till Stockholm där han kom att skaffa ateljé på Lill-Jans plan vid Vallhallavägen.
Bland hans offentliga arbeten märks en serie reliefer för Kungliga operans foajé, porträtt och byster av operasångaren Arvid Ödmann och skådespelaren Gerda Lundequist samt en relief av konstnären Gustaf Cederström. Från 1901 åtnjöt han konstnärsarvode som porträttskulptör från Konstakademin. Han medverkade ett flertal gånger i akademins samlingsutställningar och utställningar arrangerade av Svenska konstnärernas förening, Parissalongen samt i världsutställningen i Chicago 1893. Separat ställde han ut i Stockholm 1899. Åkerman ska ha haft kongenital kyfos (puckelrygg) och gick med kryckor. Han är representerad vid Konstakademin, Konstnärshuset, Barcelona museum, Göteborgs museum, Nationalmuseum, Kalmar konstmuseum och Malmö museum. 

## Galleri

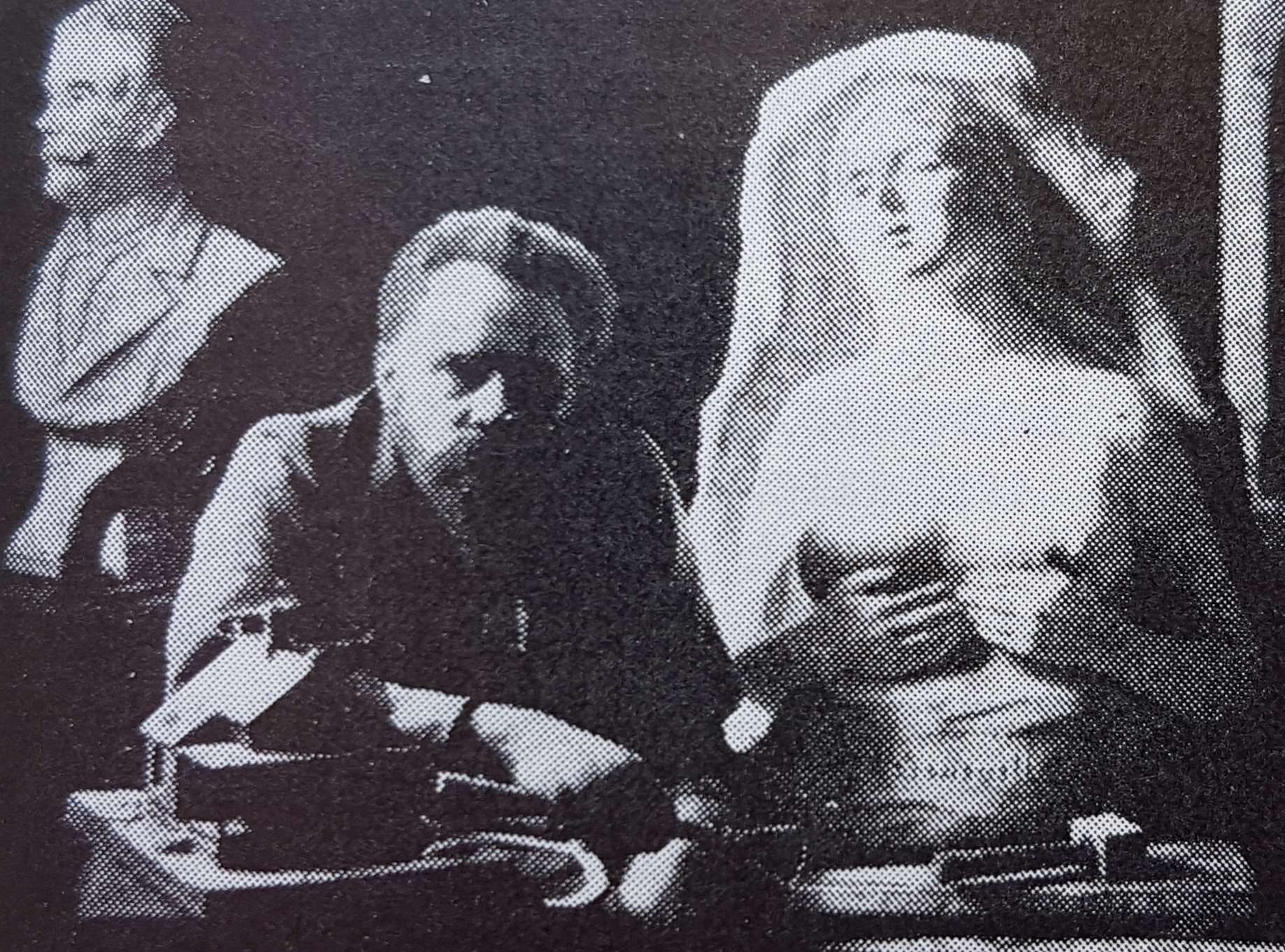
Verner Åkerman
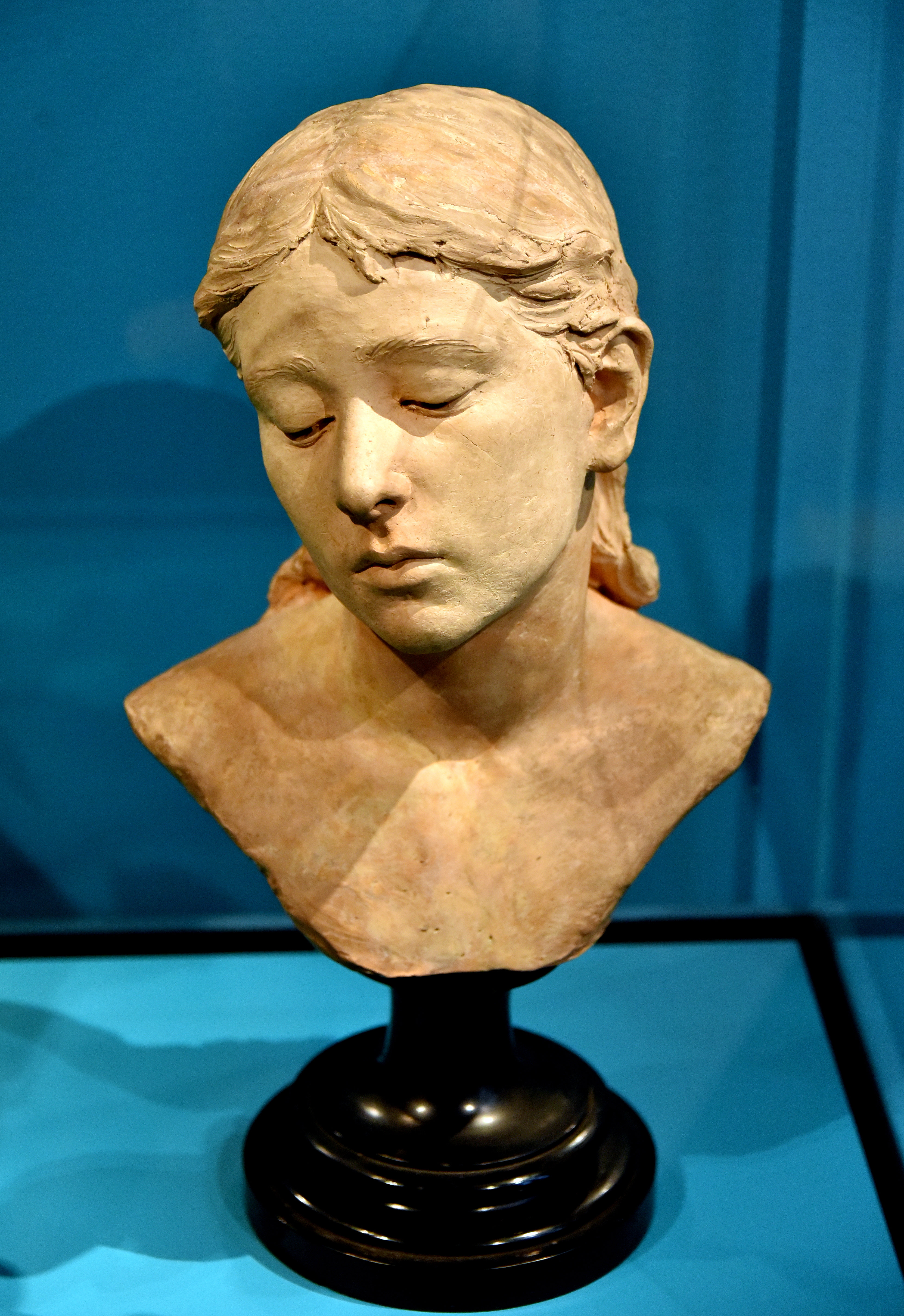
Kvinnohuvud (u. å)
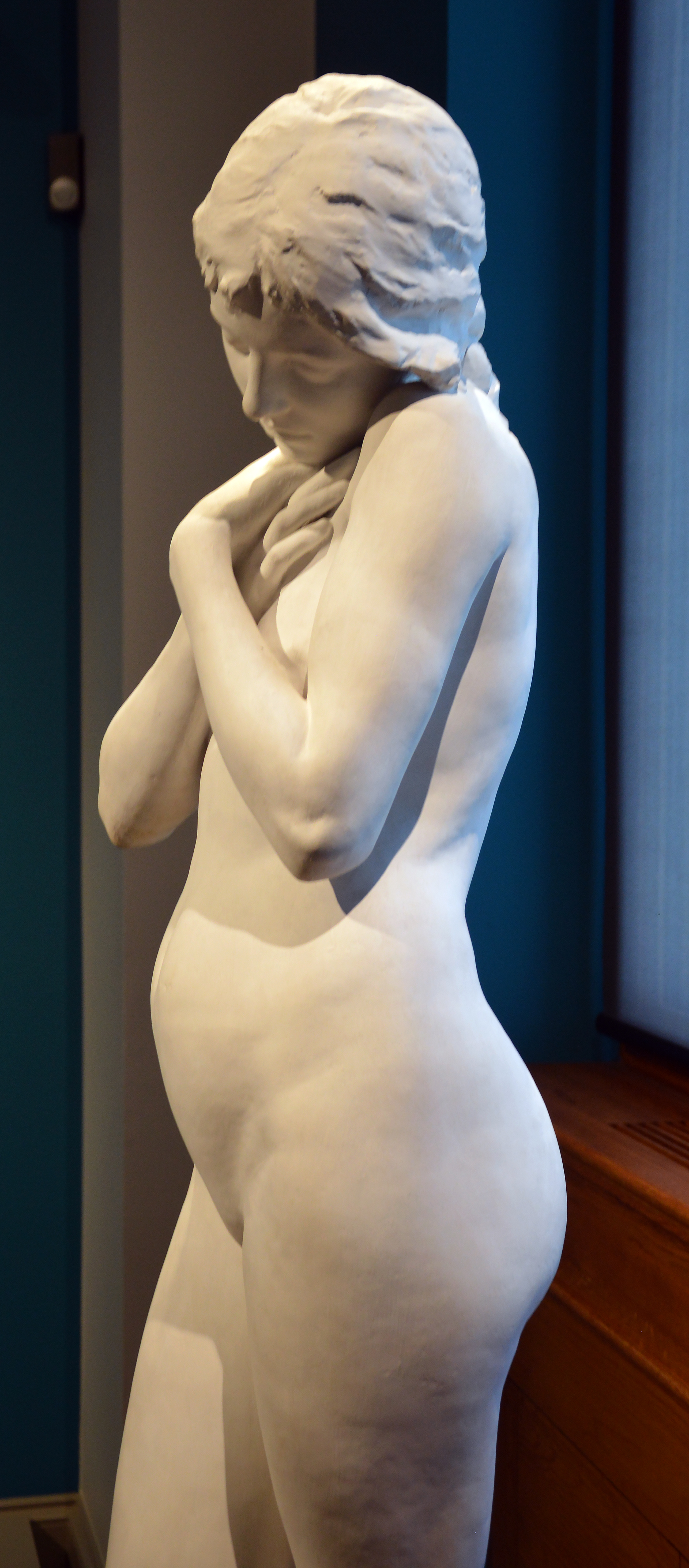
Vårfrost (1894)